# La Ferté-Vidame
Pour les articles homonymes, voir La Ferté (homonymie).
La Ferté-Vidame est une commune française située dans le département d'Eure-et-Loir, en région Centre-Val de Loire.

## Géographie

### Situation
La Ferté-Vidame est une commune de la région naturelle du Thymerais. Elle est limitrophe du département de l'Orne et située à 36 km de Saint-Lubin-des-Joncherets, 40 km de Dreux et 49 km de Chartres.

Situation géographique
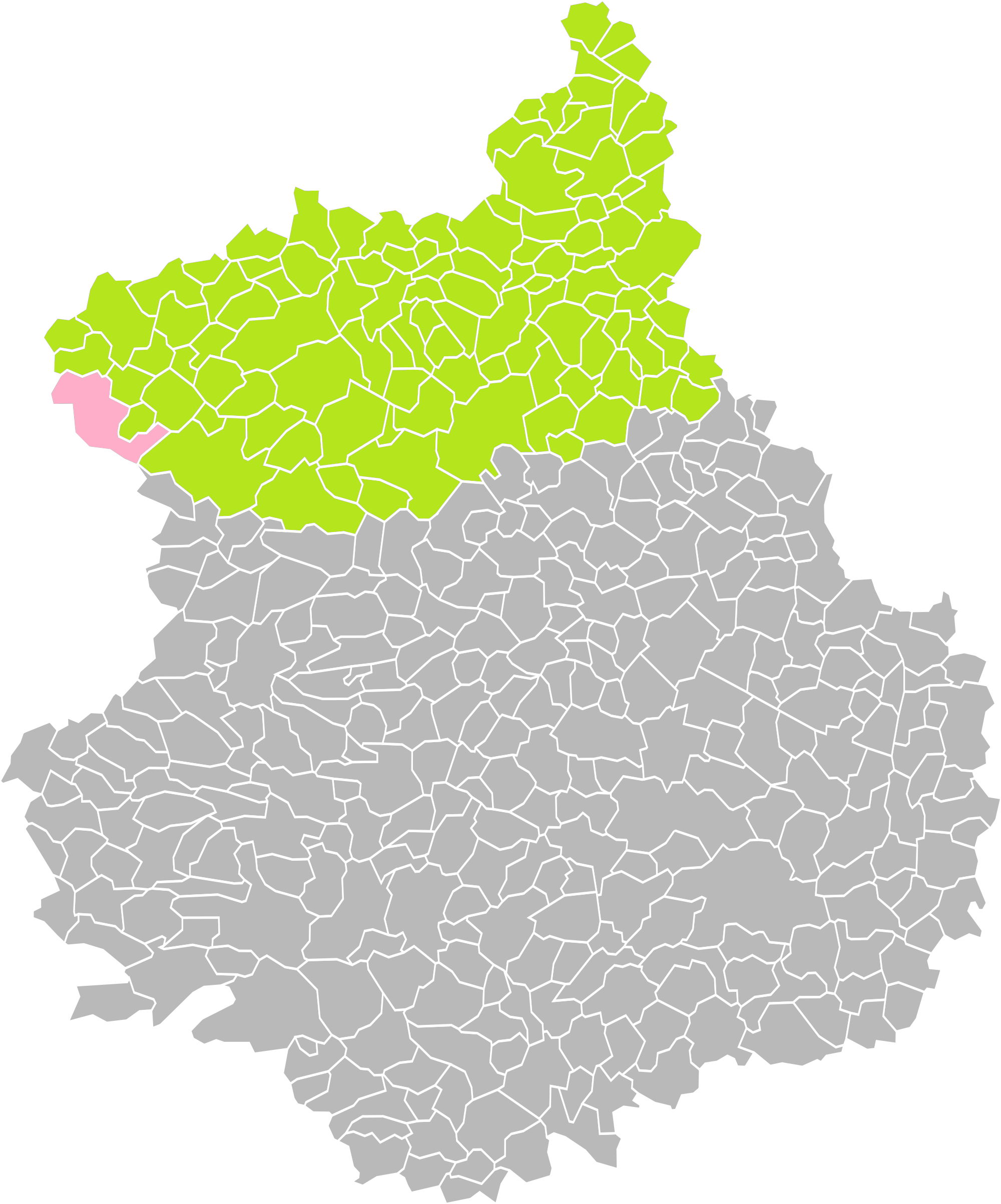
La Ferté-Vidame dans son arrondissement.
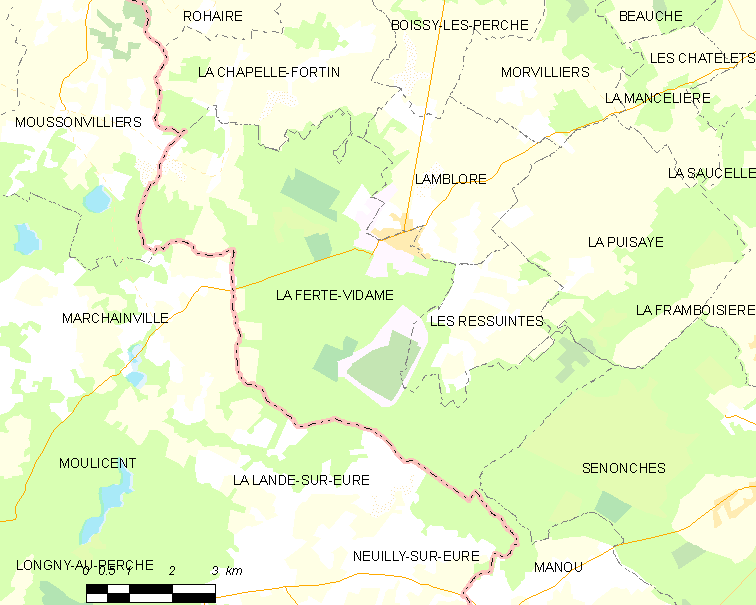
Carte de la commune de la Ferté-Vidame.

### Communes et département limitrophes
| Moussonvilliers (Orne)                        | La Chapelle-Fortin | Lamblore                   |
| La Lande-sur-Eure (Orne) Marchainville (Orne) | La Ferté-Vidame    | Les Ressuintes, La Puisaye |
| Neuilly-sur-Eure (Orne)                       | Manou              | Senonches                  |

### Hydrographie
La commune abrite la source de la Meuvette, affluent en rive droite de l'Avre, sous-affluent du fleuve la Seine par l'Eure.

### Climat
Pour des articles plus généraux, voir Climat du Centre-Val de Loire et Climat d'Eure-et-Loir.
En 2010, le climat de la commune est de type climat océanique dégradé des plaines du Centre et du Nord, selon une étude du CNRS s'appuyant sur une série de données couvrant la période 1971-2000. En 2020, Météo-France publie une typologie des climats de la France métropolitaine dans laquelle la commune est exposée à un climat océanique altéré et est dans la région climatique  Normandie (Cotentin, Orne), caractérisée par une pluviométrie relativement élevée (850 mm/a) et un été frais (15,5 °C) et venté. 
Pour la période 1971-2000, la température annuelle moyenne est de 9,7 °C, avec une amplitude thermique annuelle de 14,6 °C. Le cumul annuel moyen de précipitations est de 730 mm, avec 11,9 jours de précipitations en janvier et 8,2 jours en juillet. Pour la période 1991-2020, la température moyenne annuelle observée sur la station météorologique de Météo-France la plus proche, sur la commune de Senonches à 11 km à vol d'oiseau, est de 10,7 °C et le cumul annuel moyen de précipitations est de 817,0 mm,. Pour l'avenir, les paramètres climatiques de la commune estimés pour 2050 selon différents scénarios d'émission de gaz à effet de serre sont consultables sur un site dédié publié par Météo-France en novembre 2022.

## Urbanisme

### Typologie
Au 1er janvier 2024, La Ferté-Vidame est catégorisée bourg rural, selon la nouvelle grille communale de densité à 7 niveaux définie par l'Insee en 2022.
Elle est située hors unité urbaine et hors attraction des villes,.

### Occupation des sols
L'occupation des sols de la commune, telle qu'elle ressort de la base de données européenne d’occupation biophysique des sols Corine Land Cover (CLC), est marquée par l'importance des forêts et milieux semi-naturels (81,4 % en 2018), en diminution par rapport à 1990 (82,8 %). La répartition détaillée en 2018 est la suivante : 
forêts (79,7 %), terres arables (8,6 %), espaces verts artificialisés, non agricoles (6,6 %), prairies (2,1 %), milieux à végétation arbustive et/ou herbacée (1,6 %), zones urbanisées (0,8 %), zones agricoles hétérogènes (0,4 %). L'évolution de l’occupation des sols de la commune et de ses infrastructures peut être observée sur les différentes représentations cartographiques du territoire : la carte de Cassini (XVIIIe siècle), la carte d'état-major (1820-1866) et les cartes ou photos aériennes de l'IGN pour la période actuelle (1950 à aujourd'hui).

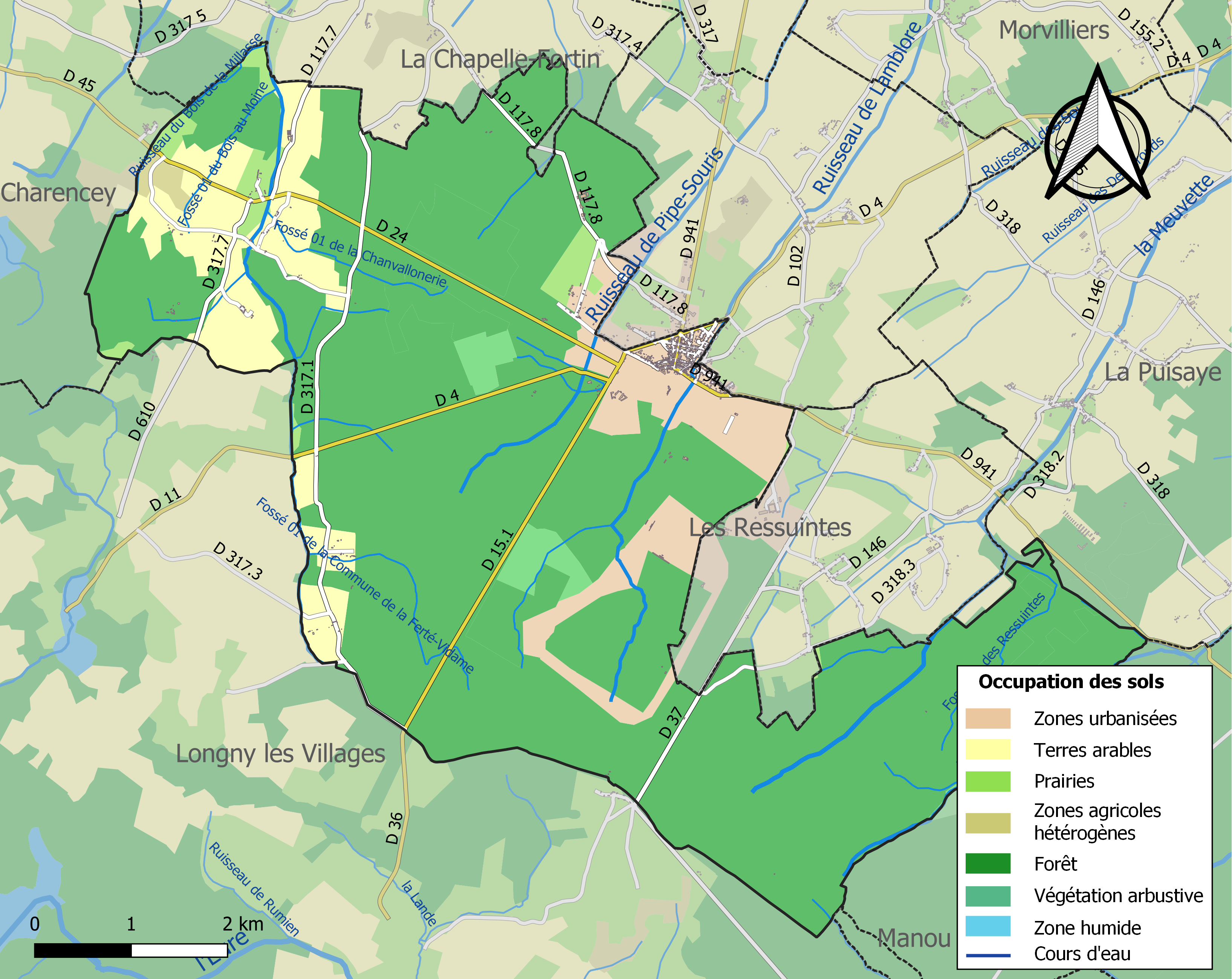
Carte des infrastructures et de l'occupation des sols de la commune en 2018 (CLC).

### Risques majeurs
Le territoire de la commune de La Ferté-Vidame est vulnérable à différents aléas naturels : météorologiques (tempête, orage, neige, grand froid, canicule ou sécheresse), inondationset séisme (sismicité très faible). Il est également exposé à un risque technologique, le transport de matières dangereuses. Un site publié par le BRGM permet d'évaluer simplement et rapidement les risques d'un bien localisé soit par son adresse soit par le numéro de sa parcelle.

#### Risques naturels
Certaines parties du territoire communal sont susceptibles d’être affectées par le risque d’inondation par débordement de cours d'eau, notamment la Gervaine, le ruisseau de Lamblore, le Buternay, le ruisseau de Pipe-Souris et le Meuvette. La commune a été reconnue en état de catastrophe naturelle au titre des dommages causés par les inondations et coulées de boue survenues en 1993 et 1999,.

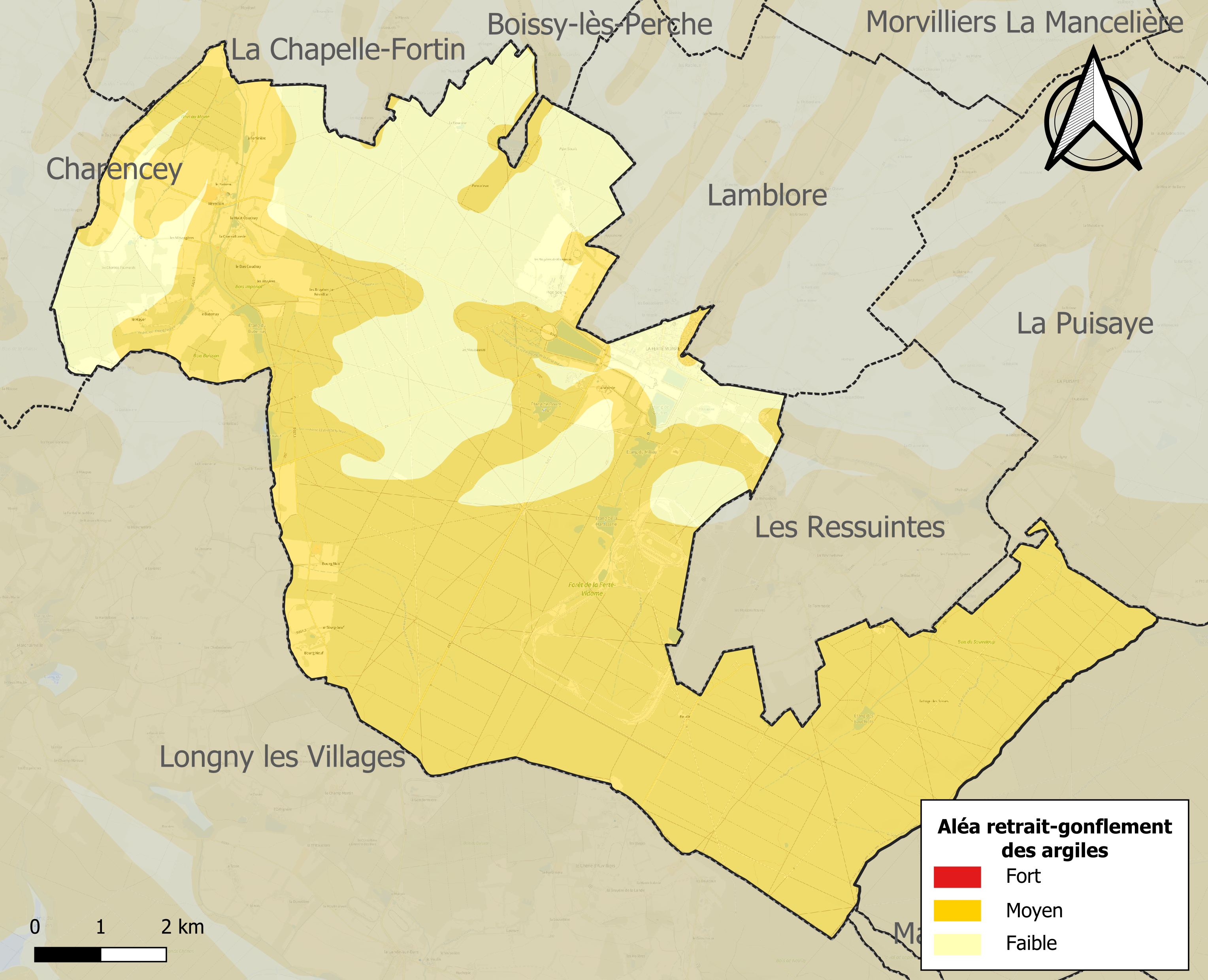
Carte des zones d'aléa retrait-gonflement des sols argileux de La Ferté-Vidame.

Le retrait-gonflement des sols argileux est susceptible d'engendrer des dommages importants aux bâtiments en cas d’alternance de périodes de sécheresse et de pluie. 71,7 % de la superficie communale est en aléa moyen ou fort (52,8 % au niveau départemental et 48,5 % au niveau national). Sur les 407 bâtiments dénombrés sur la commune en 2019, 120 sont en aléa moyen ou fort, soit 29 %, à comparer aux 70 % au niveau départemental et 54 % au niveau national. Une cartographie de l'exposition du territoire national au retrait gonflement des sols argileux est disponible sur le site du BRGM,.
Concernant les mouvements de terrains, la commune a été reconnue en état de catastrophe naturelle au titre des dommages causés par des mouvements de terrain en 1999.

#### Risques technologiques
Le risque de transport de matières dangereuses sur la commune est lié à sa traversée par des infrastructures routières ou ferroviaires importantes ou la présence d'une canalisation de transport d'hydrocarbures. Un accident se produisant sur de telles infrastructures est en effet susceptible d’avoir des effets graves au bâti ou aux personnes jusqu’à 350 m, selon la nature du matériau transporté. Des dispositions d’urbanisme peuvent être préconisées en conséquence.

## Toponymie
Le nom de la localité est attesté sous la forme Ferteia en 985, relatif à une première fortification et atteste de l'installation d'un château primitif, vraisemblablement d'une  motte.
Une ferté (du latin firmitas ; à rapprocher de ferme) est au Moyen Âge une forteresse, un site fortifié (château fort, fortification, rempart) permettant de tenir solidement, fermement, une position et d'en assurer la défense et la sécurité.
La Ferté-Vidame, le titre de vidame de Chartres fut deux fois associé à La Ferté, car deux fois, par le jeu des alliances, le vidamé (la vidamie) de Chartres fut possédé par les seigneurs de La Ferté.
Un vidame désigne à l'origine celui qui mène l'armée d'un évêque et exerce au nom de celui-ci un certain nombre de droits féodaux. À l'époque moderne, le titre de vidame est intégré à la hiérarchie nobiliaire, et considéré comme équivalent à celui de vicomte. Certains titres de vidames étaient attachés à des fiefs, d'autres étaient héréditaires : les vidames de Chartres relèvent au début de la deuxième sorte, ils n'étaient pas au départ liés à une terre précise ; puis sous l'Ancien Régime on les associe volontiers à la terre de La Ferté-Arnaud (ou La Ferté-Ernault, devenue La Ferté-Vidame), qu'ils possèdent alors systématiquement.

## Histoire

### Révolution française et Empire
Au cours de la Révolution française, la commune porta provisoirement le nom de La Ferté-les-Bois.

### Époque contemporaine

#### XIXesiècle
En 1844, la Ferté-Vidame absorbe la commune de Réveillon.

#### XXesiècle
Entre le 29 janvier 1939 et le 8 février, plus de 2 000 réfugiés espagnols fuyant l'effondrement de la République espagnole devant les troupes de Franco, arrivent en Eure-et-Loir. Devant l'insuffisance des structures d'accueil (le camp de Lucé et la prison de Châteaudun rouverte pour l’occasion), 53 villages sont mis à contribution, dont La Ferté-Vidame. Les réfugiés, essentiellement des femmes et des enfants (les hommes sont désarmés et retenus dans le sud de la France), sont soumis à une quarantaine stricte, vaccinés, le courrier est limité, le ravitaillement, s'il est peu varié et cuisiné à la française, est cependant assuré. Une partie des réfugiés rentrent en Espagne, incités par le gouvernement français qui facilite les conditions du retour, mais en décembre, 922 ont préféré rester et sont rassemblés à Dreux et Lucé.

## Politique et administration

### Liste des maires
| Période | Période  | Identité           | Étiquette | Qualité                                                     |
| ------- | -------- | ------------------ | --------- | ----------------------------------------------------------- |
| 1945    | 1971     | Louis Poussin      |           |                                                             |
| 1971    | 2001     | Jacques Dussutour  | RPR       | Conseiller général du canton de La Ferté-Vidame (1973-2004) |
| 2001    | 2014     | Jean-Pierre Jallot | UMP       | Conseiller général du canton de la Ferté-Vidame (2004-2015) |
| 2014    | 2020     | Bernard Planque    | SE        | Retraité                                                    |
| 2020    | En cours | Catherine Stroh    |           |                                                             |

### Politique environnementale
Dans son palmarès 2016, le Conseil National des Villes et Villages Fleuris de France a attribué deux fleurs à la commune au Concours des villes et villages fleuris.

## Population et société

### Démographie
| 1793 | 1800 | 1806 | 1821 | 1831 | 1836 | 1841 | 1846 | 1851  |
| ---- | ---- | ---- | ---- | ---- | ---- | ---- | ---- | ----- |
| 808  | 858  | 725  | 808  | 772  | 831  | 822  | 974  | 1 040 |

| 1856 | 1861  | 1866 | 1872 | 1876 | 1881  | 1886  | 1891 | 1896 |
| ---- | ----- | ---- | ---- | ---- | ----- | ----- | ---- | ---- |
| 975  | 1 003 | 939  | 933  | 979  | 1 006 | 1 027 | 960  | 978  |

| 1901 | 1906 | 1911 | 1921 | 1926 | 1931 | 1936 | 1946 | 1954 |
| ---- | ---- | ---- | ---- | ---- | ---- | ---- | ---- | ---- |
| 956  | 966  | 881  | 801  | 831  | 778  | 745  | 849  | 802  |

| 1962 | 1968 | 1975 | 1982 | 1990 | 1999 | 2005 | 2006 | 2010 |
| ---- | ---- | ---- | ---- | ---- | ---- | ---- | ---- | ---- |
| 893  | 793  | 790  | 784  | 801  | 818  | 779  | 777  | 729  |

| 2015 | 2020 | 2022 | - | - | - | - | - | - |
| ---- | ---- | ---- | - | - | - | - | - | - |
| 708  | 581  | 558  | - | - | - | - | - | - |

## Culture locale et patrimoine

### Lieux et monuments

#### Église Saint-Nicolas
Église Saint-Nicolas, XVIIe siècle,  Classé MH (1976).

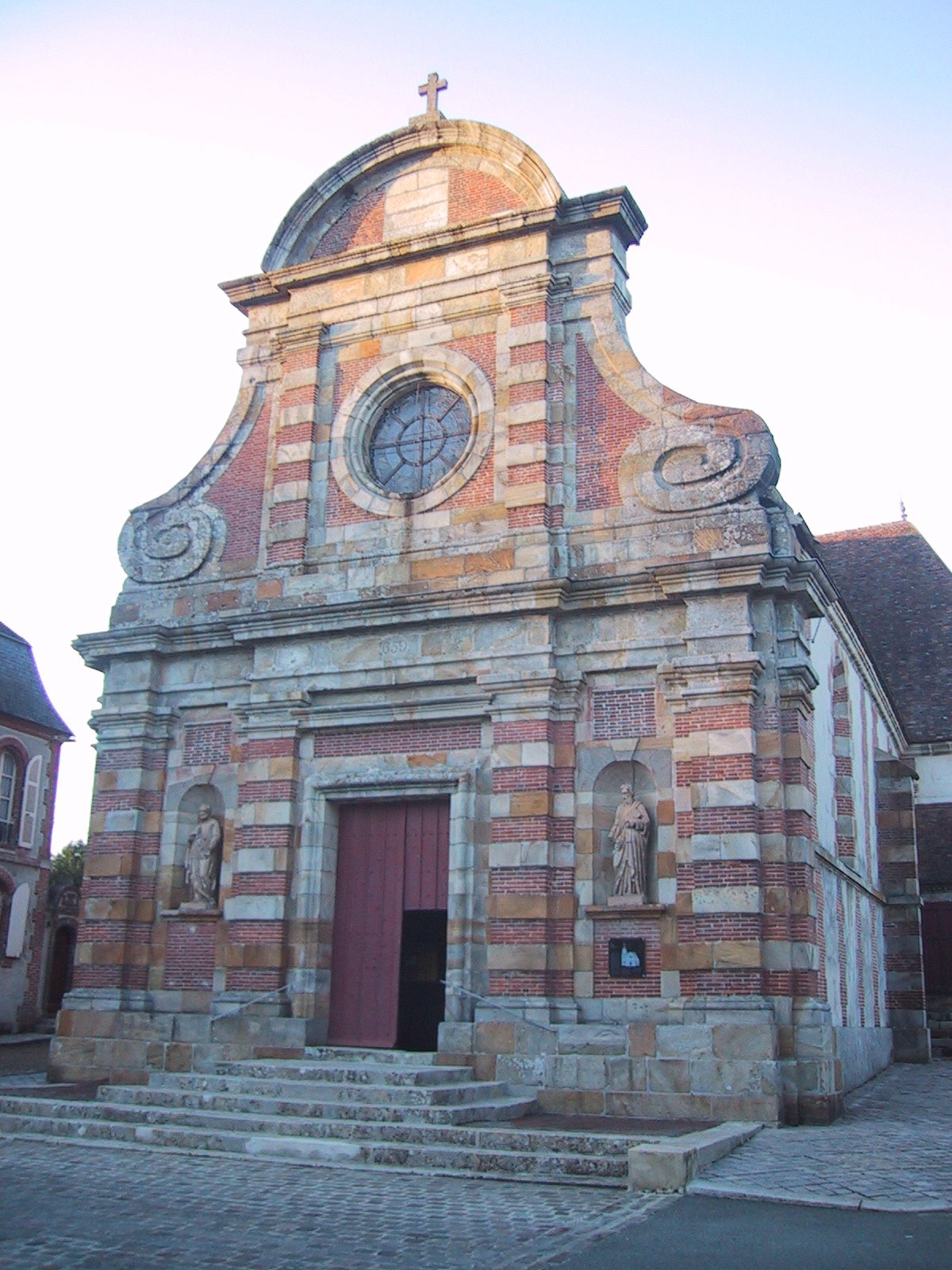
Église Saint-Nicolas.

Dans cette église se trouve une plaque funéraire avec l'inscription suivante :
« Ci git Louis de Saint Simon, pair de France, comte de Rasse, Grand d’Espagne de première classe, marquis de Ruffec, comte de La Ferté Arnault, vidame de Chartres, gouverneur des ville, citadelle et comté de Blaye, bailly et gouverneur de Senlis, chevalier des ordres du Roy, cy devant du Conseil de Régence dès son établissement, depuis ambassadeur extraordinaire en Espagne, décédé le 2 mars 1755, âgé de 80 ans environ. Requiescat in pace. »

#### Château de la Ferté-Vidame

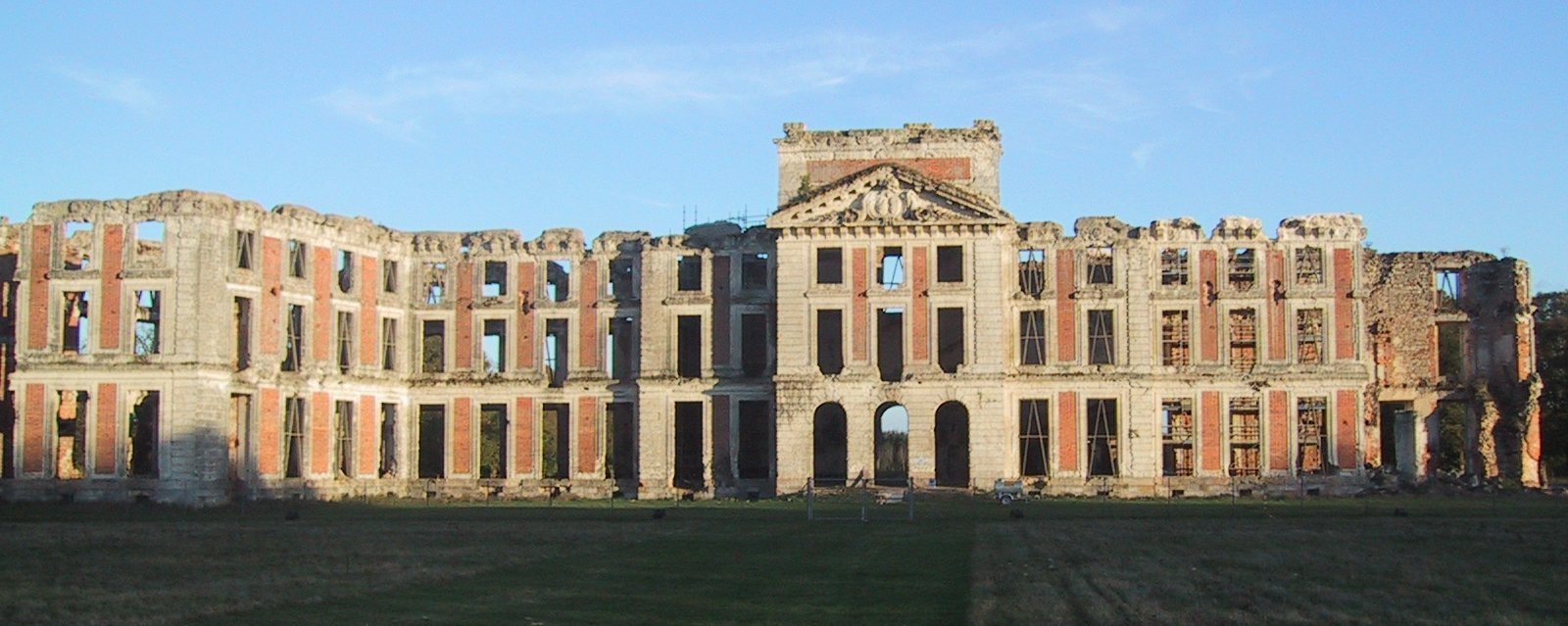
Château de la Ferté-Vidame.

Château de la Ferté-Vidame, ancien domaine de Jean-Joseph de Laborde,  Classé MH (1976, 1991),  Inscrit MH (2007).

#### Ancienne église Saint-Pierre de Réveillon

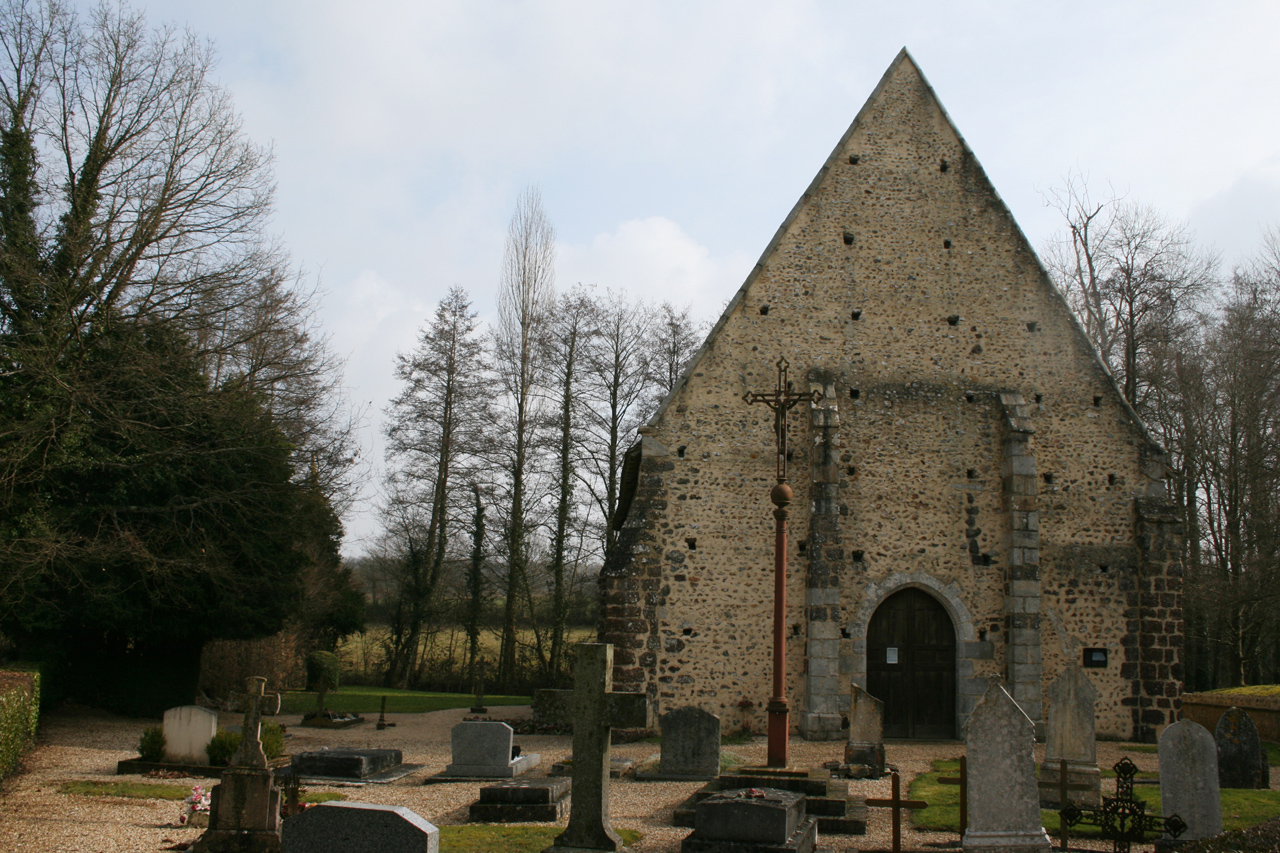
L'ancienne église Saint-Pierre de Réveillon.

L’ancienne église du Réveillon comporte une représentation murale du Dit des trois morts et des trois vifs : trois jeunes gentilshommes sont interpellés dans un cimetière par trois morts, qui leur rappellent la brièveté de la vie et l'importance du salut de leur âme,  Classé MH (1978)  Inscrit MH (1978).
Le cimetière qui l'entoure accueille notamment la sépulture de Michel Jobert.

#### Centre d'essai Citroën

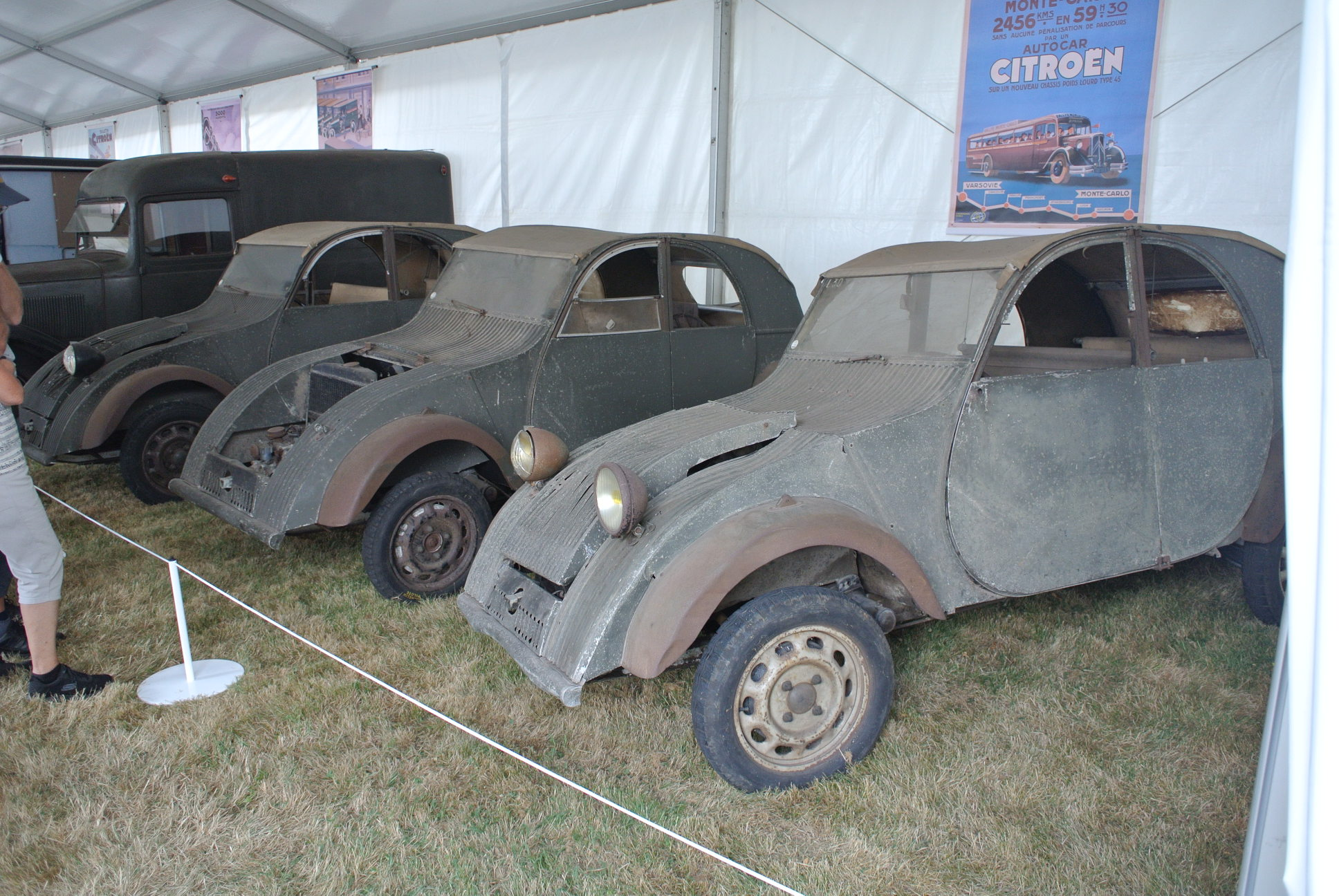
Prototypes TPV de la 2CV retrouvés en 1994 dans une grange au centre d'essai de Citroën.

Les bureaux d'étude de Citroën ont disposé à la Ferté-Vidame d'un centre d'essai secret, avec une piste dissimulée dans un parc clos. C'est ici qu'ont roulé les premiers prototypes de la 2CV, appelé projet TPV. On y a retrouvé en 1994, trois exemplaires oubliés de la présérie de 1939, qui y furent cachés aux Allemands à la veille de la guerre. Cette découverte a été révélée au grand public en 1995 et exposée au salon Rétromobile de 1998. Elles sont maintenant exposées au conservatoire Citroën.
C'est sur ce site et dans le parc du château, qu'est organisé les 19, 20 et 21 juillet 2019 le "rassemblement du siècle", organisé par la société Automobiles Citroën destiné à célébrer le centenaire de la marque, et réunissant 60 000 personnes dont 10 000 collectionneurs et 4 200 véhicules Citroën exposés.

### Personnalités liées à la commune
- Pierre Trouillard (vers 1620-1677), pasteur calviniste ;
- Louis de Rouvroy (1675-1755), duc de Saint-Simon, pair de France, dont le père acquiert le château en 1635 ;
- Jean-Joseph de Laborde (1724-1794), propriétaire du château de 1764 à 1784 ;
- La famille Humbert, demeurant au château du Hallier.
- Joseph Claussat (1874-1925), homme politique mort à La Ferté-Vidame ;
- Violette Nozière (1915-1966), aussitôt après sa libération le 29 août 1945, elle vient séjourner à la Ferté-Vidame dans la maison de rééducation du père Courtois, aumônier de l'administration pénitentiaire, que celui-ci vient d'ouvrir[30] ;
- Michel Jobert (1921-2002), homme politique et écrivain français, dont la sépulture est à Réveillon.

### Héraldique
|  | Les armes de la commune se blasonnent ainsi : d’azur au château de trois tours d’or maçonné de sable. |